# Захаров, Михаил Дмитриевич
Захаров, Михаил Дмитриевич (1907 — 1994) — советский государственный деятель, председатель Челябинского Исполнительного комитета в 1958—1961 годах.

## Биография
Трудовую деятельность начал в 1924 году рабочим-строителем на предприятиях Москвы и области. Учился на курсах десятников железнодорожного строительства, в Свердловском строительном техникуме путей сообщения, работал старшим техником на изысканиях железнодорожной линии Челябинск-Синарская, в проектном бюро управления Пермской железной дороги. В 1934-1938 годах являлся старшим инженером проектного отдела ЮУЖД, инженером и начальником сектора компании «Уралтранспроект» в Свердловске. В 1938 году назначен начальником проектной конторы ЮУЖД, где проработал до 1947 года, когда был командирован на учёбу в Тбилисский институт инженеров железнодорожного транспорта, после чего работал ведущим специалистом в проектных и строительных организациях Челябинска. В 1954 году выдвинут на партийную работу: 2-м, затем 1-м секретарём райкома партии Железнодорожного района (ныне Советский район Челябинска), в 1956 — 2-м секретарём горкома КПСС.
В августе 1958 года избран председателем Челябгорисполкома. В январе 1961 года утвержден руководителем Челябинской группы контролеров Комиссии советов контроля Советов Министров РСФСР. 21 марта 1961 года решением Секретариата ЦК КПСС с работы снят. Являлся депутатом Челябинского областного Совета депутатов трудящихся 7-го и 8-го созывов, Челябинского городского Совета депутатов трудящихся 8-го созыва. Награждён орденом Трудового Красного Знамени.